# Campeonato Mundial de Natación de 2031
El XXV Campeonato Mundial de Natación se celebrará en el año 2031 bajo la organización de World Aquatics.
Se realizarán competiciones de natación, natación artística, saltos, saltos de gran altura, natación en aguas abiertas y waterpolo.

## Candidaturas
Las siguientes ciudades han mostrado su interés por realizar este evento:
- Australia[1]
- Madrid ( España)[2]
- Kazán ( Rusia)[3]